# Madeleine Leander
Madeleine MaddeLisk Leander, född den 27 januari 1986, i Myresjö, är en svensk professionell datorspelare, e-sportkommentator, doktor i matematik och svensk mästare i Street Workout. 2013 vann Leander kvinnotävlingen i det av IeSF arrangerade världsmästerskapet i Starcraft II.
Under 2014 kommenterade hon Starcraftsändningar i SVT och SVT Play, till exempel från Blizzcon 2014. Under 2014 och 2015 är hon krönikör/bloggare på Aftonbladet E-sport.
Under våren 2015 var hon programledare för poddsändningen P3 Spel: Specialpodd om Starcraft 2 tillsammans med Victor Leijonhufvud.
Leander deltog under 2015 och 2016 i svenska mästerskapen i Street Workout och vann bägge åren. 2016 deltog Leander även i Luciapokalens SM i Bar-dips och vann med 47 repetitioner.

## Turneringssegrar
- 2013: Kvinnlig världsmästare i Starcraft II
- 2015: SM-Guld i Street Workout
- 2016: SM-Guld i Street Workout
- 2016: Luciapokalen SM Bar-dips Damer (47 reps)

## Övriga utmärkelser
- 2013: #13 på Veckans Affärers lista över Sveriges supertalanger.[11]
- 2014: Årets spelare (utmärkelse från Sverok)[12]